# Coccoloba troyana
Coccoloba troyana là một loài thực vật có hoa trong họ Rau răm. Loài này được Urb. mô tả khoa học đầu tiên năm 1909.